# Clima oceánico subpolar
El clima oceánico subpolar, también llamado clima oceánico frío, es una variante fría del clima oceánico. Según otros autores es una variante fría del «patagónico húmedo». Las áreas con climas oceánicos subpolares generalmente se encuentran cerca de las regiones polares, tanto del hemisferio norte como del hemisferio sur.

## Clasificación
En la clasificación climática de Köppen, se lo describe como un clima de tipo frío, húmedo todo el año, y con verano frío. Lleva la designación de: «Cfc».

## Características
Las áreas con climas oceánicos subpolares cuentan con muchas de las características del clima oceánico, pero generalmente se encuentran más cerca de las regiones polares. Como resultado de su ubicación, estas regiones tienden a estar en el extremo frío del clima oceánico. La nieve tiende a ser más común en esta variante que en otros climas oceánicos. El clima oceánico subpolar es menos propenso a las temperaturas extremas que los climas boreal y continental, con inviernos más suaves que en estos últimos. 
Un ejemplo de ello son los récords de temperaturas absolutas en Ushuaia: la máxima absoluta fue de 29,4 °C (ocurrió en diciembre) y  la mínima absoluta fue de -20 °C (ocurrió en julio).

## Temperatura

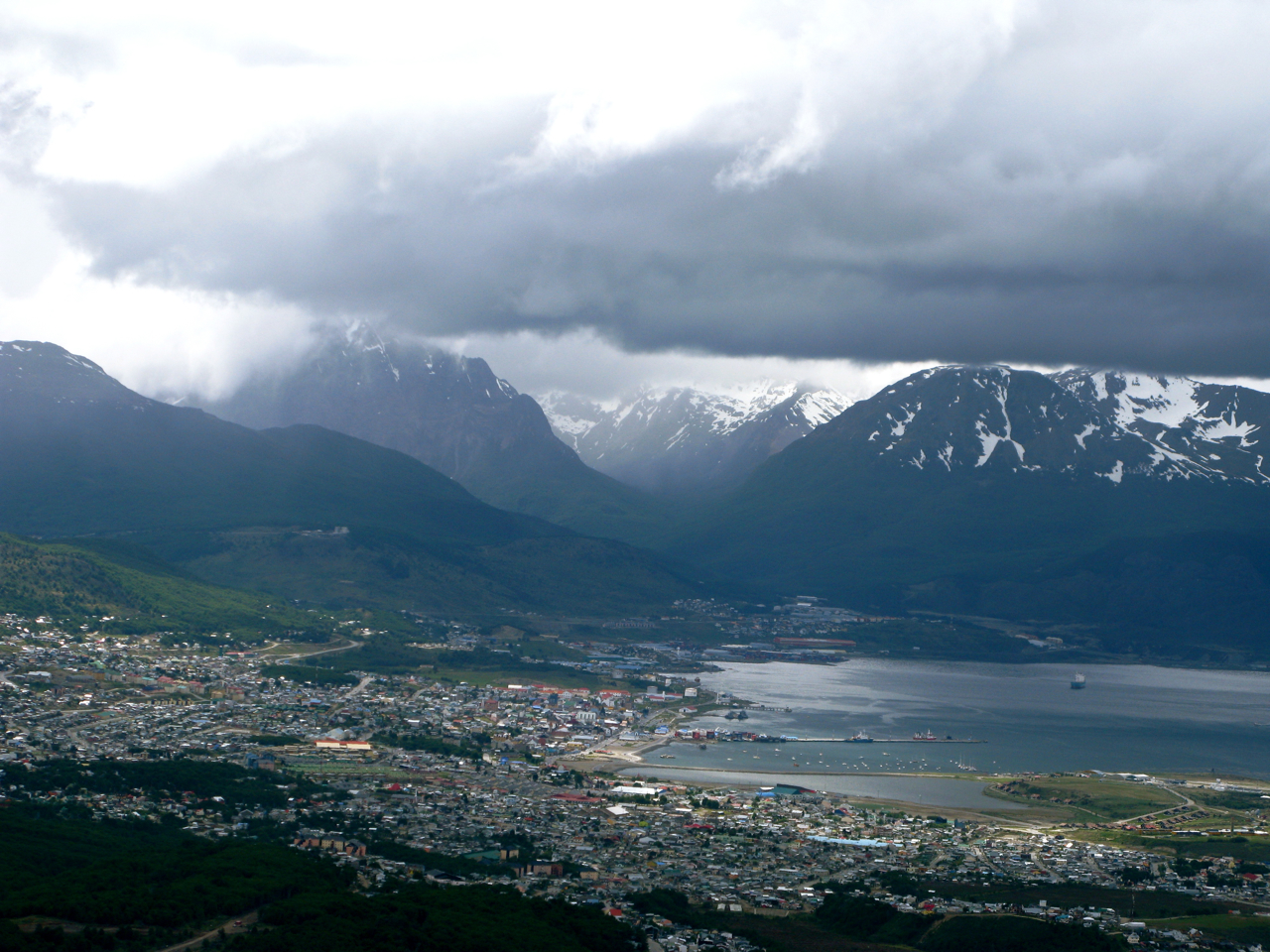
Ushuaia, Argentina, ejemplo de ciudad de clima oceánico subpolar.

En esta variante climática las temperaturas medias mensuales superan los 10 °C (50 °F) solo en uno a tres meses. Ningún mes posee temperaturas medias por debajo de -3 °C (26,6 °F). Tal es lo persistente del frío que en pleno verano se registran eventuales nevadas, o temperaturas de solo -6 °C.

## Precipitaciones
Las precipitaciones, que en invierno suelen ser en forma de nieve, están repartidas equitativamente a lo largo del año. En algunas localidades la suma total anual suele ser modesta (por ejemplo en Ushuaia es de sólo 524 mm), pero, si bien parecerían exiguas, a causa de la constante temperatura baja se tornan suficientes para hacer que en dichos sitios reine un clima húmedo; también suele ayudar para ello altos promedios de días con alguna precipitación, siendo frecuentemente también alto el número de días nublados o brumosos.

## El clima oceánico subpolar en cada hemisferio

### Hemisferio norte

#### Regiones
En el hemisferio norte esta variante del clima oceánico se encuentra en partes de la costa de Islandia, las islas Feroe, pequeñas secciones de las tierras altas escocesas, las zonas costera del noroeste de Noruega, llegando a 70 ° N en algunas islas, las tierras altas cerca de la costa del suroeste de Noruega, islas del sur de Alaska como el archipiélago Alexander y partes del norte del Panhandle de Alaska.

#### Localidades

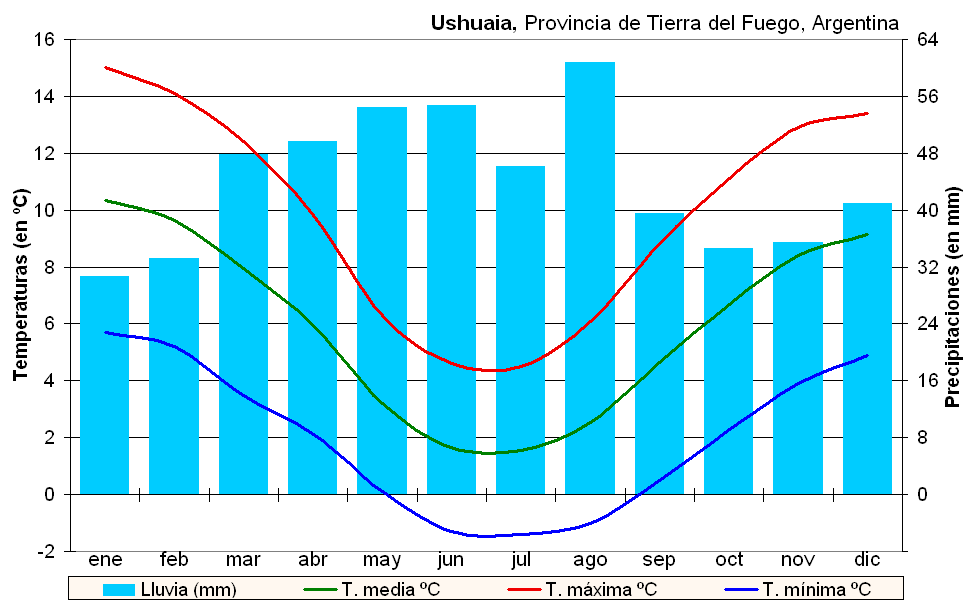
Climograma de una ciudad con clima oceánico subpolar: Ushuaia.

- Thorshavn, islas Feroe
- Reikiavik, Islandia
- Vestmannaeyjar, Islandia
- Juneau, Alaska
- Unalaska, Alaska (antigua Dutch Harbor)
- Harstad, Noruega
- Tromsø, Noruega
- Inverness, Escocia

| Parámetros climáticos promedio de Reykjavík | Parámetros climáticos promedio de Reykjavík | Parámetros climáticos promedio de Reykjavík | Parámetros climáticos promedio de Reykjavík | Parámetros climáticos promedio de Reykjavík | Parámetros climáticos promedio de Reykjavík | Parámetros climáticos promedio de Reykjavík | Parámetros climáticos promedio de Reykjavík | Parámetros climáticos promedio de Reykjavík | Parámetros climáticos promedio de Reykjavík | Parámetros climáticos promedio de Reykjavík | Parámetros climáticos promedio de Reykjavík | Parámetros climáticos promedio de Reykjavík | Parámetros climáticos promedio de Reykjavík |
| Mes                                         | Ene.                                        | Feb.                                        | Mar.                                        | Abr.                                        | May.                                        | Jun.                                        | Jul.                                        | Ago.                                        | Sep.                                        | Oct.                                        | Nov.                                        | Dic.                                        | Anual                                       |
| ------------------------------------------- | ------------------------------------------- | ------------------------------------------- | ------------------------------------------- | ------------------------------------------- | ------------------------------------------- | ------------------------------------------- | ------------------------------------------- | ------------------------------------------- | ------------------------------------------- | ------------------------------------------- | ------------------------------------------- | ------------------------------------------- | ------------------------------------------- |
| Temp. máx. abs. (°C)                        | 10                                          | 10                                          | 10                                          | 13                                          | 18                                          | 18                                          | 23                                          | 18                                          | 16                                          | 13                                          | 10                                          | 10                                          | 23                                          |
| Temp. máx. media (°C)                       | 1                                           | 2                                           | 2                                           | 5                                           | 8                                           | 11                                          | 12                                          | 12                                          | 9                                           | 6                                           | 3                                           | 2                                           | 6                                           |
| Temp. media (°C)                            | 0                                           | 0                                           | 0                                           | 2                                           | 6                                           | 8                                           | 11                                          | 10                                          | 7                                           | 4                                           | 1                                           | 0                                           | 4                                           |
| Temp. mín. media (°C)                       | -2                                          | -1                                          | -1                                          | 0                                           | 3                                           | 6                                           | 8                                           | 7                                           | 5                                           | 2                                           | 0                                           | -2                                          | 2                                           |
| Temp. mín. abs. (°C)                        | -16                                         | -12                                         | -13                                         | -11                                         | -7                                          | 0                                           | 1                                           | 1                                           | -3                                          | -7                                          | -12                                         | -13                                         | -16                                         |
| Fuente: Weatherbase                         |                                             |                                             |                                             |                                             |                                             |                                             |                                             |                                             |                                             |                                             |                                             |                                             |                                             |

### Hemisferio sur

#### Regiones
En el hemisferio sur esta variante del clima oceánico se encuentra en el extremo sur de Chile y de Argentina, y en el sur de Oceanía, en algunas zonas altas de Tasmania y los Alpes australianos.

#### Localidades
- Ushuaia, Argentina
- Río Grande, Argentina
- Coyhaique, Chile
- Puerto Aysén, Chile
- Balmaceda, Chile
- Puerto Natales, Chile
- Punta Arenas, Chile
- Porvenir, Chile
- Puerto Williams, Chile
- Cabramurra, Australia
- Tarraleah, Tasmania

| Parámetros climáticos promedio de Ushuaia, Argentina | Parámetros climáticos promedio de Ushuaia, Argentina | Parámetros climáticos promedio de Ushuaia, Argentina | Parámetros climáticos promedio de Ushuaia, Argentina | Parámetros climáticos promedio de Ushuaia, Argentina | Parámetros climáticos promedio de Ushuaia, Argentina | Parámetros climáticos promedio de Ushuaia, Argentina | Parámetros climáticos promedio de Ushuaia, Argentina | Parámetros climáticos promedio de Ushuaia, Argentina | Parámetros climáticos promedio de Ushuaia, Argentina | Parámetros climáticos promedio de Ushuaia, Argentina | Parámetros climáticos promedio de Ushuaia, Argentina | Parámetros climáticos promedio de Ushuaia, Argentina | Parámetros climáticos promedio de Ushuaia, Argentina |
| Mes                                                  | Ene.                                                 | Feb.                                                 | Mar.                                                 | Abr.                                                 | May.                                                 | Jun.                                                 | Jul.                                                 | Ago.                                                 | Sep.                                                 | Oct.                                                 | Nov.                                                 | Dic.                                                 | Anual                                                |
| ---------------------------------------------------- | ---------------------------------------------------- | ---------------------------------------------------- | ---------------------------------------------------- | ---------------------------------------------------- | ---------------------------------------------------- | ---------------------------------------------------- | ---------------------------------------------------- | ---------------------------------------------------- | ---------------------------------------------------- | ---------------------------------------------------- | ---------------------------------------------------- | ---------------------------------------------------- | ---------------------------------------------------- |
| Temp. máx. media (°C)                                | 12.6                                                 | 11.5                                                 | 10.4                                                 | 9.7                                                  | 6.3                                                  | 4.6                                                  | 4.5                                                  | 6.1                                                  | 8.8                                                  | 10.2                                                 | 11.0                                                 | 12.4                                                 | 9.0                                                  |
| Temp. mín. media (°C)                                | 5.7                                                  | 5.2                                                  | 3.5                                                  | 2.1                                                  | 0.1                                                  | -1.3                                                 | -1.4                                                 | -1.0                                                 | 0.5                                                  | 2.3                                                  | 3.9                                                  | 4.9                                                  | 2.0                                                  |
| Lluvias (mm)                                         | 30.7                                                 | 33.2                                                 | 47.8                                                 | 49.7                                                 | 54.5                                                 | 54.7                                                 | 46.2                                                 | 60.7                                                 | 39.5                                                 | 34.6                                                 | 35.4                                                 | 41.0                                                 | 528.0                                                |
| Días de lluvias (≥ 1 mm)                             | 22                                                   | 18                                                   | 22                                                   | 23                                                   | 17                                                   | 19                                                   | 15                                                   | 16                                                   | 12                                                   | 15                                                   | 16                                                   | 19                                                   | 214                                                  |
| Fuente: World Meteorological Organisation (UN)       |                                                      |                                                      |                                                      |                                                      |                                                      |                                                      |                                                      |                                                      |                                                      |                                                      |                                                      |                                                      |                                                      |

## Vegetación
A pesar de que en este clima las temperaturas son frías todo el año, la vegetación presente suele estar formada por bosques, por ejemplo en Ushuaia y Puerto Williams, las que se encuentra enclavadas entre altos bosques magallánicos.

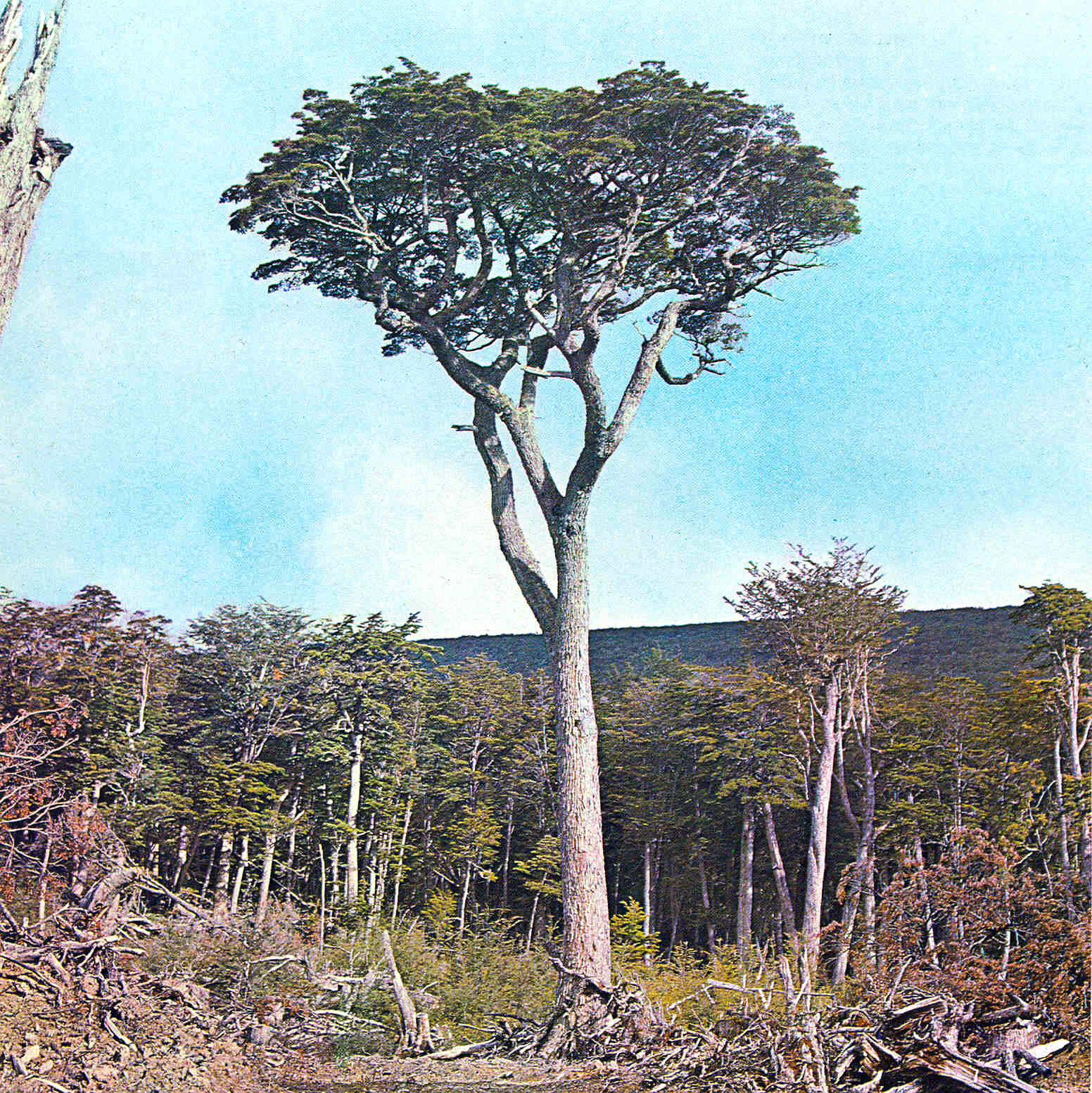
Coigüe de Magallanes, ejemplo de árbol característico del clima oceánico subpolar.

En el hemisferio norte suelen dominar las plantas árticas, herbazales y en algunos casos brezos, así como musgos y líquenes; tal es el caso de la vegetación natural de las islas Feroe.
En Islandia la vegetación se compone principalmente de prados. El árbol nativo más numeroso es el abedul del norte (Betula pubescens), el cual históricamente se extendía sobre gran parte de la isla, junto con el álamo temblón (Populus tremula), el capudre (Sorbus aucuparia), el enebro (Juniperus communis) y otros árboles más pequeños.